# V V 브라운
V V 브라운(V V Brown, 1983년 10월 24일 ~ )은 잉글랜드의 싱어송라이터, 모델, 음악 프로듀서이다.